# Лилебелт
Лилебелт, Малък Белт (на датски: Lille Baelt) е най-западния проток от Датските протоци, съединяващ Балтийско море с протока Категат. Той разделя датските острови Фюн и Ейро на изток от полуостров Ютланд и остров Олсон на запад. Дължина от север на юг около 130 km, минимална ширина 0,6 km, дълбочина в южната част 25-35 m, в северната – 10-15 m. В него са разположени няколко малки острова Брансьо, Богьо, Орьо, Хелнес, Люйо и др. Целогодишно е открит за корабоплаване, с изключение през много сурови зими, когато замръзва. В най-тясната му част между градовете Миделфарт на остров Фюн и Фредерисия на континента са изградени два автомобилни моста, един стар, който съчетава и жп линия и втори нов, малко по̀ на север. Бреговете му са гъсто заселени, като най-големите селища са градовете Фредерисия, Колдинг и Обенро на полуостров Ютланд и Асенс на остров Фюн.